# Csíktaploca
Csíktaploca (románul Toplița vagy Toplița Ciuc, németül Bad Mieresch):  Csíkszereda településrésze Romániában Hargita megyében.

## Fekvése
Csíkszereda városának északi részén, a városközponttól 2 km-re fekszik.

## Nevének eredete
Orbán Balázs szerint: ,,A székelyek a vizenyős tavas helyet még ma is taploczának nevezik, s mivel Taploczán még most is sok ily forrásos, tavas hely van, neve onnan eredhetett.". Ezt a szót valószínűleg az itt élő szlávoktól vették át, amely a szláv teplice szóból eredhet, ami melegvízű forrást, hévízet jelent.

## Története
Első említése az 1567-es adóösszeírásból származik, ahol Toplocha néven már 44 kapuval szerepel, ezért feltételezhetjük, hogy a csíki letelepedés legelső idejében mint kicsi létszámú település már létezett. Ezt a feltevést alátámasztja az az adatunk is, hogy – Zsögöddel határos lévén – a XV. század elején mindkettő határából hasítottak ki Csíkszereda mezőváros, azaz vásároshely részére egy kis területet.
1602-ben, Básta tábornok idején 53 taplocai lakos tett esküt a német császár hűségére.
Az 1614-es összeírás alkalmával egy nemest, 22 lófőt, 13 gyalogost, 35 szabadost, egy jobbágyot és 22 zsellér  családfőt vettek számba. Az összeírás még 71 szabad családfőt és 25 függőségben lévő embert tüntet fel.
1718-ban a faluban hatalmas tűzvész pusztított. Ez után határozták el a helyiek, hogy: ,,ha Isten segítségével az elhamvadt falujukat újra felépíthetik, akkor az Úrnak is hajlékot abban emelnek". A kápolnát a mai plébánia telkére építették, 1726-ban fejezték be és Szent Lőrinc-vértanú diakónus tiszteletére szentelték. Emellett volt még egy kis kápolna a mai körforgalom mellett, a Nepomuki Szent Janos kis kápolna, melynek építési idejéről nincs adatunk. Ellenben Lajos Balázs taplocai születésű plébános, aki 1892-ben született, ezt jegyezte le kortörténeti írásaiban: „Nagyapámtól tudom, Nepomuki Szent János kápolna emberemlékezet óta ott áll a mai helyén. Ez a kápolna irányította a Felcsík és Gyergyó búcsúra jövő keresztaljákat a csíksomlyói kegytemplom felé.” A lelki szolgáltatást a csíksomlyói plébánia és a kegytemplom ferencrendi atyái látták el.
1764-ben itt székelt a székely határőrséget szervező bizottság. Taplocán készítették elő a madéfalvi vérengzest, továbbá az osztrákok itt működtették a bűnvizsgáló és bűnfelügyelő bizottságot. 
1771-ben 826, 1796-ban 838 róm. kath. embert írtak össze a faluban. 
Miután a Szent Lőrinc-kápolna földrengések következtében 1812–1820 között erősen megrongálódott és használhatatlanná vált, a Taplocaiak egy új templom építését tervezték, melyet végül 1844. szept. 5-én szenteltek fel Mindenszentek tiszteletére.
1850-ben már 1524 lakója volt.
Csíkszereda terjeszkedési próbálkozásainak minden esetben próbált ellenállni. 1891-ben viszont elvesztette egyik tizesét, Csütörtökfalvát, a mai Márton Áron utcához kapcsolódó területet. Ebben az esztendőben kijelentették: ,,sem egyszer, sem máskor Szeredával nem hajlandók egyesülni".
1896-ban faluégés következtében az ,,égettek" (néhány a területét elvesztett család) letelepedtek a falutól pár km-re, így létrehozták a Taplocához tartozó Ligat-telepet. Szintén Taplocához tartozott a század elején létrejött Csiba, amely egy gyimesi csángó telep, továbbá Erdőalja és a Vályú-telep is.
1908-ban önálló plébániává vált.
1910-ben 1737, 1930-ban 2090 lakosa volt.
Az 1956-os Szoboszlay Aladár-féle összeesküvés egy fontos helyszíne Orbán István csíktaplocai lakása volt. Itt volt a székelyföldi ,,hálózat" központja. Az összeesküvés leleplezése után a ház a család tulajdonában maradt.
Taploca egésze 1959-ig őrizte önállóságát, ekkor azonban akarata ellenére Csíksomylóval együtt Csíkszereda városához csatolták.

## Látnivalók
- A Lázár-kúria 1829-ben épült klasszicista stílusban.
- A csíktaplocai Római Katolikus Mindenszentek plébániatenplom 1841-1844 között épült neobarokk stílusban.
- A körforgalomnál, a Delnére vezető út mellett található a régi temető egy része és a Nepumuki Szent János kápolna.A csíktaplocai Nepomuki Szent János kápolnaA régi temető megmaradt része a Nepomuki kápolna mögött

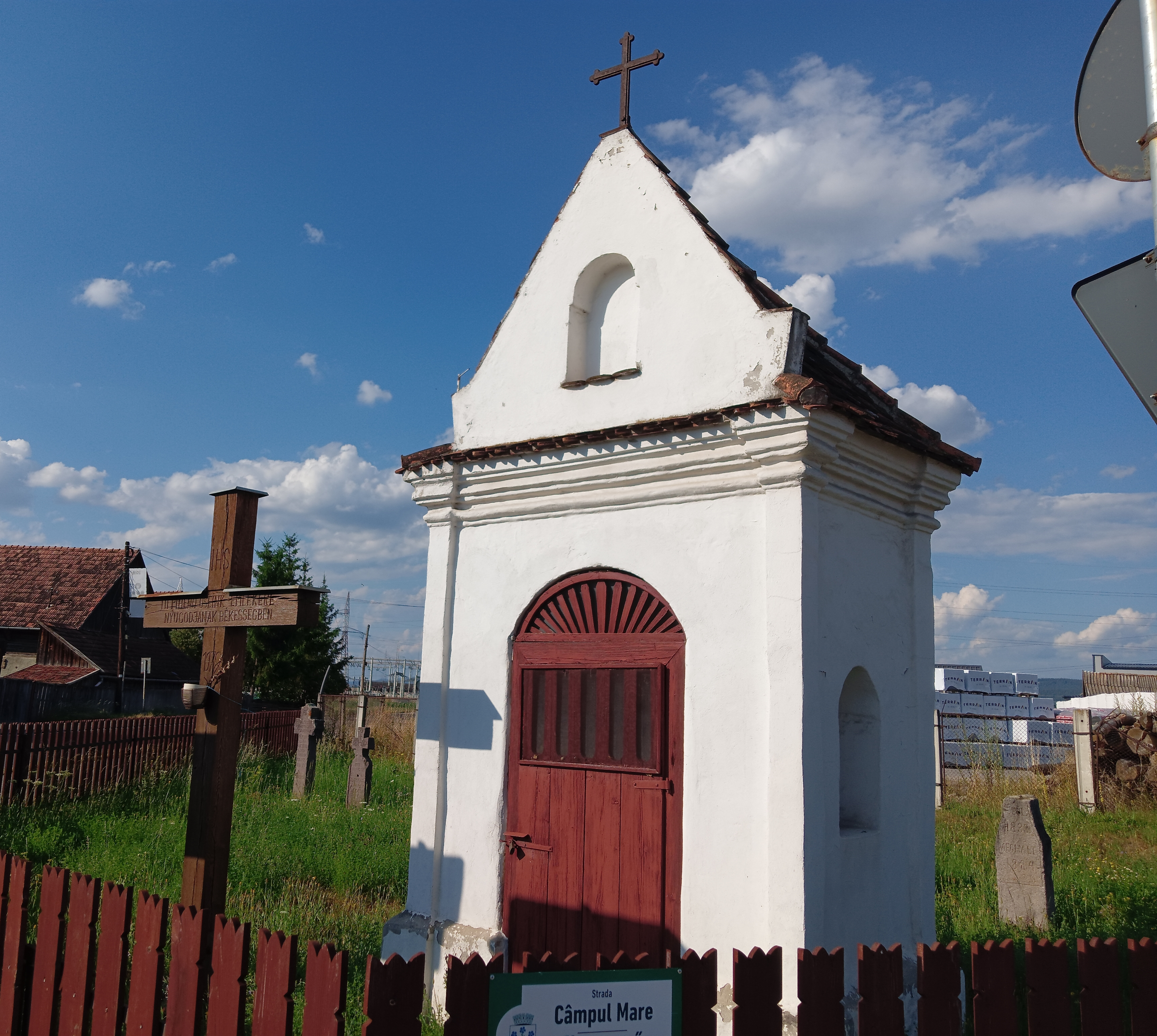
A csíktaplocai Nepomuki Szent János kápolna

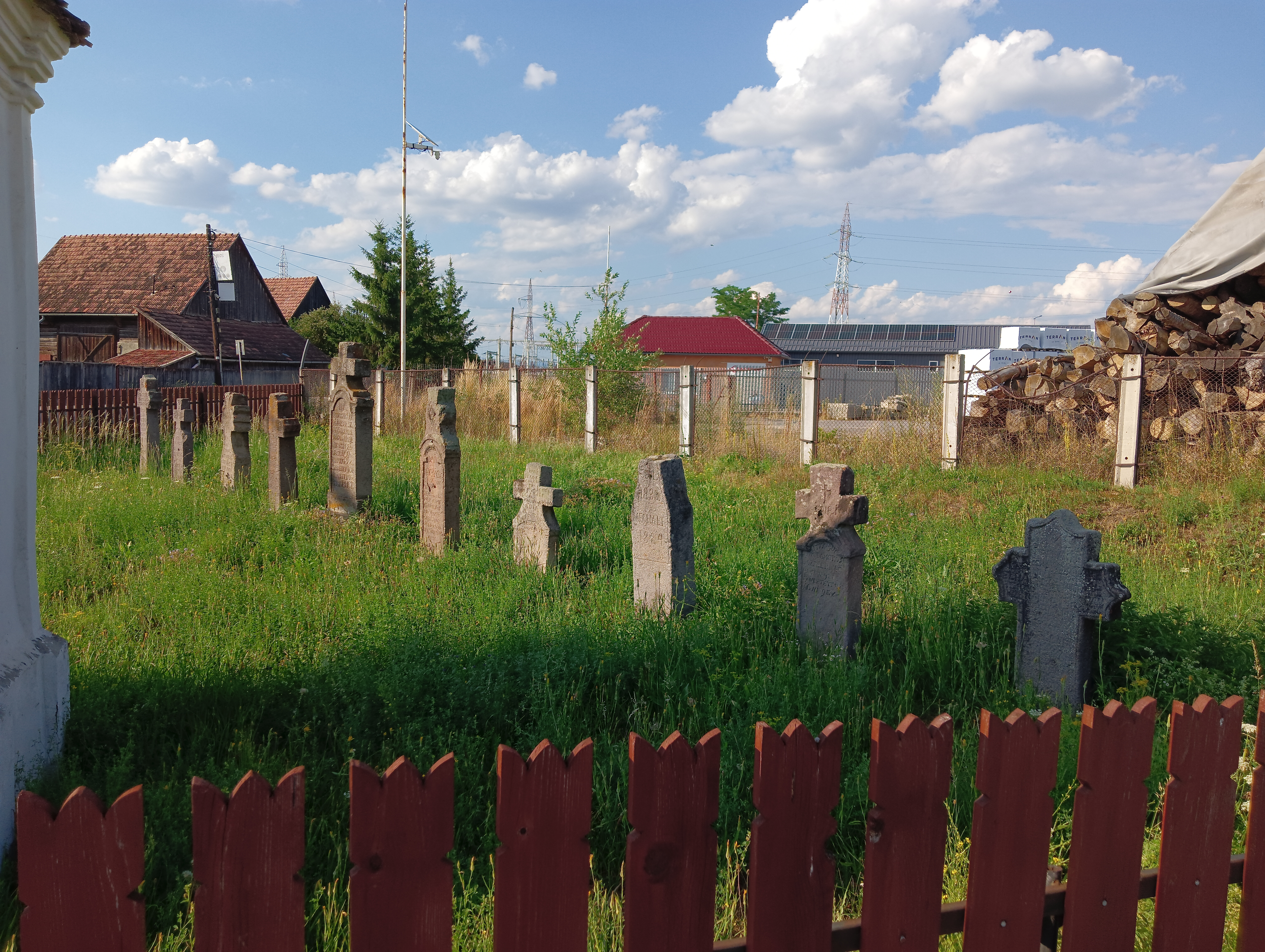
A régi temető megmaradt része a Nepomuki kápolna mögött

- Csíktaploca Általános Iskolája Xántus János nevét viseli.A csíktaplocai római katolikus templom és az általános iskola

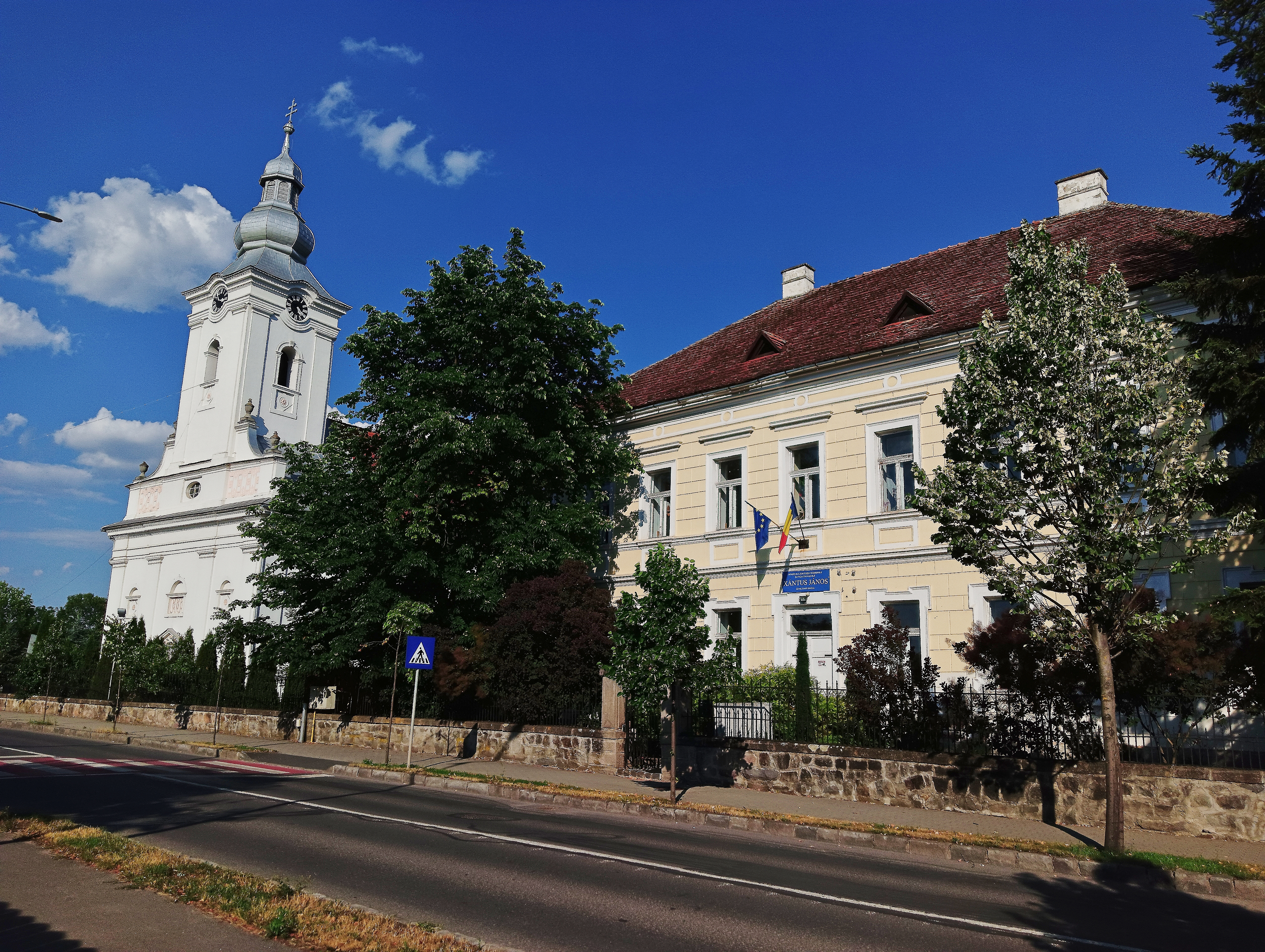
A csíktaplocai római katolikus templom és az általános iskola

- A falunak van egy borvízkútja is.

## Híres emberek
- Itt született 1796-ban Sándor László (honvéd) 1849-es mártír.
- Itt született 1805-ben Gegő Elek néprajzkutató.
- Apai ágon innen származott Xántus János Amerika-utazó, a budapesti Állatkert megalapítójának családja.
- Itt hunyt el és ide temették 1966-ban Antal Áron író, történészt.